# Walter Hinzmann
Walter Hinzmann war ein deutscher Fußballspieler. Er spielte 1949/50 für die BSG Märkische Volksstimme Babelsberg in der DS-Liga, der damals höchsten Liga im DDR-Fußball.

## Sportliche Laufbahn
Nach dem Ende des Zweiten Weltkriegs waren in Berlin zunächst nur locker strukturierte Sportgemeinschaften zugelassen. 1949/50 beteiligten sich 36 Mannschaften, unterteilt in vier Gruppen, um den Berliner Meistertitel. Daneben bildeten die Sportgemeinschaften sporadisch regionale Gruppen, die in Testspielen gegeneinander antraten. Als sich Ende Dezember 1945 die Auswahlmannschaften Ost und Süd zu einem Vergleich trafen, spielte in der Ostauswahl als Linksaußenstürmer Walter Hinzmann. Zur Saison 1946/47 begann die eingleisige Stadtliga mit ihrem gesamtberliner Spielbetrieb. Hinzmann trat erst 1947/48 als Spieler der SG Köpenick in Erscheinung, wo er weiterhin als Außenstürmer aktiv war. Zur Spielzeit 1948/49 wechselte er zum Ligakonkurrenten SC Lichtenberg 47, wo er ebenfalls als Stürmer eingesetzt wurde, in der Regel auf der Linksaußenbahn.
Da der Sportclub am Saisonende absteigen musste, vollzog Hinzmann einen erneuten Wechsel und schloss sich zur Rückrunde der Saison 1949/50 der Betriebssportgemeinschaft (BSG) Märkische Volksstimme im Potsdamer Stadtteil Babelsberg an. Die Babelsberger gehörten zu den 14 Sportgemeinschaften, die sich 1949 für die vom ostdeutschen Sportausschuss neu eingeführte höchste Spielklasse der Sowjetischen Besatzungszone, die sogenannte DS-Liga (später DDR-Oberliga), qualifiziert hatten. Im achten Ligaspiel der Rückrunde bestritt Hinzmann in der Begegnung MV Babelsberg – Einheit Meerane (3:4) sein erstes DS-Liga-Spiel. In den zwölf verbliebenen Ligaspielen wurde er noch fünfmal eingesetzt, wobei er stets im Mittelfeld aufgeboten wurde. In der folgenden Saison gehörte Walter Hinzmann nicht mehr zum Kader der Babelsberger und spielte auch nicht wieder im höherklassigen Fußball.